# Guy Crossman
Pour les articles homonymes, voir Crossman.
Guy Crossman (1915-1989), est un entrepreneur et un homme politique canadien du Nouveau-Brunswick.

## Biographie
Guy Crossman naît le 14 juin 1915 à Bouctouche, au Nouveau-Brunswick.
Tout en étant entrepreneur, il se lance en politique et est élu député fédéral pour la circonscription de Kent le 18 juin 1962 sous l'étiquette libérale. Il y est ensuite réélu en 1963 et en 1965, ainsi qu'en 1968, cette fois dans la circonscription de Westmorland—Kent.
Il est mort le 12 juin 1989 à l'âge de 73 ans à Moncton dans la même province, avant n'avoir 74 ans le jour de son anniversaire.